# Наварр (Флорида)
Наварр (англ. Navarre) — переписна місцевість (CDP) в США, в окрузі Санта-Роза штату Флорида. Населення — 40 817 осіб (2020).

## Географія
Наварр розташований за координатами 30°24′53″ пн. ш. 86°53′20″ зх. д. / 30.41472° пн. ш. 86.88889° зх. д. (30.414746, -86.888985).  За даними Бюро перепису населення США в 2010 році переписна місцевість мала площу 75,81 км², з яких 59,58 км² — суходіл та 16,23 км² — водойми.

### Клімат
| Клімат : Наварр                                                    | Клімат : Наварр | Клімат : Наварр | Клімат : Наварр | Клімат : Наварр | Клімат : Наварр | Клімат : Наварр | Клімат : Наварр | Клімат : Наварр | Клімат : Наварр | Клімат : Наварр | Клімат : Наварр | Клімат : Наварр | Клімат : Наварр |
| Показник                                                           | Січ.            | Лют.            | Бер.            | Квіт.           | Трав.           | Черв.           | Лип.            | Серп.           | Вер.            | Жовт.           | Лист.           | Груд.           | Рік             |
| Абсолютний максимум, °C                                            | 27,2            | 27,8            | 31,1            | 35,6            | 38,9            | 38,9            | 41,1            | 40,0            | 38,9            | 35,0            | 30,6            | 27,2            | 41,1            |
| Середній максимум, °C                                              | 15,8            | 17,7            | 20,9            | 24,3            | 28,4            | 31,4            | 32,2            | 31,9            | 30,3            | 26,1            | 21,3            | 17,0            | 24,8            |
| Середній мінімум, °C                                               | 5,7             | 7,5             | 10,7            | 14,2            | 18,9            | 22,5            | 23,6            | 23,4            | 21,3            | 15,7            | 10,7            | 6,9             | 15,1            |
| Абсолютний мінімум, °C                                             | −15             | −13,9           | −5,6            | 0,6             | 6,7             | 12,8            | 16,1            | 15,6            | 6,1             | 0,0             | −5,6            | −11,7           | −15             |
| Норма опадів, мм                                                   | 118             | 129             | 148             | 110             | 106             | 168             | 188             | 172             | 152             | 133             | 120             | 116             | 1658            |
| Днів з опадами                                                     | 8,9             | 8,6             | 8,1             | 6,5             | 6,7             | 11,1            | 14,0            | 13,6            | 8,8             | 6,1             | 7,2             | 9,0             | 108,6           |
| ------------------------------------------------------------------ | --------------- | --------------- | --------------- | --------------- | --------------- | --------------- | --------------- | --------------- | --------------- | --------------- | --------------- | --------------- | --------------- |
| Джерело: NOAA (data listed is gathered in Pensacola, 1879–present) |                 |                 |                 |                 |                 |                 |                 |                 |                 |                 |                 |                 |                 |

## Демографія
Згідно з переписом 2010 року, у переписній місцевості мешкало 31 378 осіб у 11 532 домогосподарствах у складі 8800 родин. Густота населення становила 414 осіб/км².  Було 12746 помешкань (168/км²).
Расовий склад населення:
| - 83,2 % — білих - 6,5 % — чорних або афроамериканців - 3,3 % — азіатів - 0,5 % — корінних американців - 0,2 % — вихідців з тихоокеанських островів - 1,8 % — осіб інших рас |

До двох чи більше рас належало 4,4 %. Частка іспаномовних становила 7,0 % від усіх жителів.
За віковим діапазоном населення розподілялося таким чином: 26,8 % — особи молодші 18 років, 64,0 % — особи у віці 18—64 років, 9,2 % — особи у віці 65 років та старші. Медіана віку мешканця становила 35,8 року. На 100 осіб жіночої статі у переписній місцевості припадало 98,9 чоловіків;  на 100 жінок у віці від 18 років та старших — 97,0 чоловіків також старших 18 років.
Середній дохід на одне домашнє господарство  становив 85 207 доларів США (медіана — 67 023), а середній дохід на одну сім'ю — 91 068 доларів (медіана — 75 897). Медіана доходів становила 52 500 доларів для чоловіків та 40 774 долари для жінок. За межею бідності перебувало 9,6 % осіб, у тому числі 10,0 % дітей у віці до 18 років та 3,1 % осіб у віці 65 років та старших.
Цивільне працевлаштоване населення становило 13 817 осіб. Основні галузі зайнятості: освіта, охорона здоров'я та соціальна допомога — 18,3 %, роздрібна торгівля — 16,9 %, публічна адміністрація — 12,1 %, науковці, спеціалісти, менеджери — 12,1 %.